# Куэстас, Николас
Рональ Николас Куэстас Кардосо (исп. Ronal Nicolás Cuestas Cardozo; род. 8 декабря 1986, Монтевидео) — уругвайский легкоатлет, специалист по бегу на длинные дистанции и марафону. Выступает на профессиональном уровне с 2005 года, обладатель серебряной медали чемпионата Южной Америки, победитель чемпионатов Уругвая, действующий рекордсмен Уругвая в марафоне, призёр ряда крупных международных стартов на шоссе, участник летних Олимпийских игр в Рио-де-Жанейро.

## Биография
Николас Куэстас родился 8 декабря 1986 года в Монтевидео, Уругвай, одновременно с братом-близнецом Мартином, который впоследствии тоже стал известным бегуном.
Впервые заявил о себе на международном уровне в сезоне 2005 года, когда вошёл в состав уругвайской сборной и выступил на домашнем чемпионате Южной Америки по кроссу в Монтевидео, где в зачёте юниоров стал седьмым.
В 2008 году стартовал на молодёжном южноамериканском первенстве в Лиме, сошёл с дистанции в беге на 5000 метров и финишировал шестым в беге на 10 000 метров.
В 2009 году занял 11-е место на кроссовом чемпионате Южной Америки в Консепсьоне.
В 2011 году показал 21-й результат на полумарафоне в Буэнос-Айресе.
В 2012 году в беге на 5000 метров одержал победу на чемпионате Уругвая в Монтевидео.
В 2013 году занял 12-е место на чемпионате Южной Америки по кроссу в Конкордии, финишировал третьим на полумарафоне в Монтевидео.
В 2014 году показал 13-й результат на южноамериканском кроссовом чемпионате, победил на полумарафоне в Такуарембо, был шестым на иберо-американском чемпионате в Сан-Паулу, стал чемпионом Уругвая в беге на 10 000 метров.
В 2015 году в беге на 10 000 метров стал девятым на чемпионате Южной Америки в Лиме, с результатом 2:15:31 финишировал пятым на Буэнос-Айресском марафоне.
Выполнив олимпийский квалификационный норматив (2:19:00), удостоился права защищать честь страны на летних Олимпийских играх в Рио-де-Жанейро — в программе марафона показал время 2:17:44, расположившись в итоговом протоколе соревнований на 40-й строке.
В 2017 году выиграл бронзовую медаль на чемпионате Южной Америки по полумарафону в Монтевидео, бежал марафон на чемпионате мира в Лондоне.
В 2018 году вновь стал чемпионом Уругвая в беге на 10 000 метров, взял бронзу на домашнем марафоне в Монтевидео.
В 2019 году отметился выступлением на чемпионате мира по кроссу в Орхусе, занял 16-е место на Роттердамском марафоне, был восьмым и седьмым на дистанциях 5000 и 10 000 метров на южноамериканском чемпионате в Лиме, финишировал седьмым в марафоне на Панамериканских играх в Лиме, показал 55-й результат в марафоне на чемпионате мира в Дохе.
В 2020 году занял 81-е место на чемпионате мира по полумарафону в Гдыне.
В 2021 году в беге на 10 000 метров выиграл серебряную медаль на чемпионате Южной Америки в Гуаякиле, сошёл на Энсхедском марафоне.
В феврале 2022 года занял 25-е место на Севильском марафоне, установив при этом ныне действующий национальный рекорд Уругвая — 2:11:03. Позднее в этом сезоне стал вторым на марафоне в Монтевидео, показал 39-й результат на чемпионате мира в Юджине, пришёл к финишу четвёртым на Южноамериканских играх в Асунсьоне.